# Мохамед Нашид
Мохамед Нашид (мальд. މުހައްމަދު ނަޝީދު; нар. 17 травня 1967, Мале) — мальдівський політик, перший демократично обраний президент Мальдівської республіки на виборах 28 жовтня 2008 року. Колишній член парламенту Мальдівів, засновник і кандидат в президенти від Демократичної партії Мальдівів. Мохамед Нашид послідовно критикував діяльність попереднього президента Момун Абдул Гаюма, за що піддавався арештам.
Виборам президента передувало підписання Момун Абдул Гаюм демократичної конституції через протести всередині країни і міжнародного тиску. За підсумками виборів Нашид набрав 54 відсотки голосів, а чинний президент Момун Абдул Гаюм тільки 46 відсотків.
Мохамед Нашид народився в місті Мале, за віросповіданням — мусульманин-суніт.
11 листопада 2008 вступив на посаду президента Мальдівських островів.
7 лютого 2012 в результаті політичної кризи і акцій протесту Нашид оголосив про свою відставку.